# ZFC in het seizoen 1955/56
Het seizoen 1955/1956 was het eerste jaar in het bestaan van de Zaandamse betaaldvoetbalclub ZFC. De club kwam uit in de Eerste klasse C en eindigde daarin op de negende plaats, dit betekende dat de club in het nieuwe seizoen uitkwam in de Tweede divisie.

## Wedstrijdstatistieken

### Eerste klasse C
|       | DHC   | DOSKO | Fortuna | Helmondia '55 | Hilversum | KFC   | Oldenzaal | Oosterparkers | TOP   | Tubantia | UVS   | Volendam | Wilhelmina | Zeist | Zwartemeer |
| ----- | ----- | ----- | ------- | ------------- | --------- | ----- | --------- | ------------- | ----- | -------- | ----- | -------- | ---------- | ----- | ---------- |
| Thuis | 3 – 0 | 2 – 0 | 1 – 2   | 1 – 0         | 0 – 2     | 0 – 1 | 4 – 1     | 0 – 1         | 2 – 1 | 3 – 3    | 2 – 0 | 0 – 0    | 4 – 3      | 3 – 1 | 8 – 1      |
| Uit   | 2 – 1 | 2 – 1 | 4 – 1   | 9 – 2         | 1 – 1     | 1 – 1 | 3 – 0     | 1 – 2         | 3 – 0 | 5 – 1    | 1 – 2 | 4 – 0    | 1 – 0      | 1 – 3 | 1 – 3      |

## Statistieken ZFC 1955/1956

### Eindstand ZFC in de Nederlandse Eerste klasse C 1955 / 1956
| Stand | Gespeeld | Gewonnen | Gelijk | Verloren | Punten | Doelpunten voor | Doelpunten tegen |
| ----- | -------- | -------- | ------ | -------- | ------ | --------------- | ---------------- |
| 9e    | 30       | 13       | 4      | 13       | 30     | 51              | 55               |

### Topscorers
| Competitie \| # \| Naam \| \| \| ------ \| --------------- \| -- \| \| 1. \| Cees Driehuis \| 15 \| \| 2. \| Lou de Graaf \| 8 \| \| 3. \| Bert Cornelisse \| 7 \| \| 4. \| Jan Roos \| 6 \| \| 5. \| Jan-Piet Bok \| 5 \| \| 6. \| Wim van 't Kaar \| 4 \| \| 7. \| Hans Claassen \| 2 \| \| 7. \| Feike Zijlstra \| 2 \| \| 9. \| G. List \| 1 \| \| 9. \| Toon van Orsouw \| 1 \| \| Totaal \| Totaal \| 51 \| |                 |      |
| # | Naam            | Goal |
| 1. | Cees Driehuis   | 15   |
| 2. | Lou de Graaf    | 8    |
| 3. | Bert Cornelisse | 7    |
| 4. | Jan Roos        | 6    |
| 5. | Jan-Piet Bok    | 5    |
| 6. | Wim van 't Kaar | 4    |
| 7. | Hans Claassen   | 2    |
| 7. | Feike Zijlstra  | 2    |
| 9. | G. List         | 1    |
| 9. | Toon van Orsouw | 1    |
| Totaal | Totaal          | 51   |